# 2002年亞洲運動會新加坡代表團
2002年亞洲運動會於2002年9月29日至10月14日在韓國釜山舉行，新加坡代表團拿下17面獎牌（包括5面金牌），在獎牌榜中名列第13位。